# Ksar Zrigat
 (novembre 2016).
Si vous disposez d'ouvrages ou d'articles de référence ou si vous connaissez des sites web de qualité traitant du thème abordé ici, merci de compléter l'article en donnant les références utiles à sa vérifiabilité et en les liant à la section « Notes et références ».
Ksar Zrigat (en arabe قصر الزريقات ; en berbère : Ighreme N'Zrigat) est un ensemble constitué de petits villages ou (ksour) de la commune rurale d'Er-Rteb, dans la province d'Errachidia et la région de Drâa-Tafilalet, au Maroc. Il est situé sur la rive droite de l'oued Ziz dans la grande palmeraie verdoyante de Ziz, à 5 km du village d'Aoufous.